# 第一劉厝支線
25°02′22″N 121°26′34″E / 25.03944°N 121.44278°E
第一劉厝支線，簡稱一劉支線，位於臺灣新北市新莊區，為臺灣省桃園農田水利會下轄新海灌區的一條灌溉圳路。:66第一劉厝支線自海山頭分後村圳之水，向北而行，至磚子厝一分為二。西為坡雅頭分線，東為中港厝分線。終於注入草埤排水溝，該溝再往東北方向注入中港大排。
1970年代以後，農業經營衰退，灌溉面積逐漸減少，農田變為建地。第一劉厝支線部分被加蓋成為道路、排水溝，或沒入住宅區街廓中。2009年，臺北縣政府整治了新莊區中平里內的中港厝分線，闢為一劉支線景觀步道。同年，第一劉厝支線流經的中港國小，將校地東南角闢為生態池，名曰劉厝圳的家。2017年，生態池改為新莊中港公共托育中心。

## 外部連結
- 新莊工作站灌溉區域分布圖 （页面存档备份，存于）
- 新海農田水利會灌溉區域圖 （页面存档备份，存于）
- 新莊水利委員會灌溉區域圖 （页面存档备份，存于）